# Grande Cappella

Collocazione del gruppo all'interno delle Alpi Dinariche (codice B4)

Grande Cappella o Gran Cappella (in croato Velika Kapela) è un gruppo montuoso della Croazia appartenente alle Alpi Dinariche: culmina con il monte Bjelolasica a 1.534 m.